# Saint-Jean (Ajaccio)
Pour les articles homonymes, voir Saint-Jean.
Saint-Jean est un quartier d'Ajaccio, situé au nord du centre-ville, composé d'habitats sociaux. Anciennement une zone urbaine sensible, il compte environ 4 000 habitants et est désormais un quartier de veille active.